# Let There Be Blood
A Let There Be Blood az amerikai Exodus együttes Bonded by Blood című, 1985-ös debütáló albumának újrafelvett verziója, amely 2008-ban jelent meg az akkori felállás előadásában. Az eredeti anyagot feljátszó felállásból csak Gary Holt gitáros és Tom Hunting dobos szerepel az újrafelvett albumon. A Let There Be Blood lemezen egy korábban soha nem hallott dal is helyet kapott, ami az album utolsó dalaként Hell's Breath címmel szerepel. Ezt még Kirk Hammett gitárossal írták meg egy 1983-as próba alkalmával. A lemez a Zaentz Records kiadásában jelent meg, producere pedig Gary Holt volt.

## Háttér
2008-ra az Egyesült Államokban már nem volt beszerezhető a Bonded by Blood, ezért a zenekar megpróbálta visszaszerezni a dalok jogait. Miután ez sikerült, a szimpla kiadás helyett úgy döntöttek, hogy az aktuális felállással újra felveszik az albumot, hogy a korszaknak megfelelő hangzással lehessen újra megvásárolni. Az együttes tagjai leszögezték, hogy a Let There Be Blood nem a Bonded By Blood felülmúlása vagy helyettesítése céljából született. Ezt a borítón is lehet olvasni, miután úgy döntöttek hogy feltüntetik rajta. Döntésük hátterében egyrészt Paul Baloff emléke előtti tisztelgésük, másrészt az állt, hogy a modern hangzás révén a rajongók kapjanak valami ajándékot. Az anyag újdonsága, hogy az eredeti felvételen is hallható Holt és Hunting mellett, Rob Dukes énekes, Lee Altus gitáros és Jack Gibson basszusgitáros szerepel rajta.

## Fogadtatás
Az album kiadásáról vegyes vélemények születtek. A zene minőségét mindenhol dicsérték, de a kritikus hangok megkérdőjelezték az album újra felvételének szükségességét. A német Rockhard írója Thomas Kupfer a legmagasabb pontszámot adta az albumra, mivel véleménye szerint az  új felvétel, ügyesen megragadja a régi iskola szellemét, és ugyanakkor további pluszt is hozzá tud rakni. Írásában kiemelte Rob Dukes ragyogó teljesítményét, valamint hozzáfűzte, hogy nem emlékszik más, ilyen jól sikerült újra rögzítésre. Ezzel ellentétben Marc Halupczok a német Metal Hammer magazintól kétségbe vonta, hogy szükség van-e erre a kiadásra, és megkérdezte, vajon az Exodusnak szüksége van-e egy kis változásra. Szerinte igen, és a hétből négy pontot adott rá, bár hozzátette, hogy maga a zene 23 év után is verhetetlen.
Cosmo Lee az AllMusictól három és fél pontot adott rá, és megjegyezte hogy a tökéletes hangzás nem feltétlenül jobb mint a régi. Véleménye szerint az eredeti album örökségét készpénzre váltották.  
Andy Lye a Jukebox:Metal számára írt kritikájában 4 pontot adott rá az ötből, és leszögezte hogy a Bonded By Blood társának, nem pedig a helyettesítőjének kell tekinteni. A dalok jelenlegi hangzásukkal és Dukes agresszív énekével soha nem hangzottak ilyen ördögien. Sokan helyesen tekintik a Bonded By Blood-ot időtlen klasszikusnak, és ezek az új felvételek bizonyítják, hogy mind az Exodus katalógusának, és mind a thrash műfajának sarokkövei ezek a dalok, és szépen illeszkednek az újabb teljesítményükhöz. Lye hozzátette hogy valamennyi Exodus rajongónak, és az új thrash rajongóknak egyaránt szükségük van a lemezre. Kiadásának első hetében 2000 példányban kelt el az Egyesült Államokban.

## Számlista
| #   | Cím                      | Szerző(k)                   | Hossz |
| --- | ------------------------ | --------------------------- | ----- |
| 1.  | Bonded by Blood          | Paul Baloff, Gary Holt      | 3:35  |
| 2.  | Exodus                   | Baloff, Holt                | 4:17  |
| 3.  | And Then There Were None | Holt, Tom Hunting           | 5:14  |
| 4.  | A Lesson in Violence     | Holt, Rick Hunolt           | 3:47  |
| 5.  | Metal Command            | Baloff, Holt, Mark Whitaker | 4:12  |
| 6.  | Piranha                  | Baloff, Holt                | 3:54  |
| 7.  | No Love                  | Baloff, Holt                | 5:48  |
| 8.  | Deliver Us to Evil       | Holt, Hunolt, Whitaker      | 7:43  |
| 9.  | Strike of the Beast      | Baloff, Holt                | 4:18  |
| 10. | Hell's Breath            | Hammett, Holt               | 2:49  |

## Tagok
- Rob Dukes – ének
- Gary Holt – gitár
- Lee Altus – gitár
- Jack Gibson – basszusgitár
- Tom Hunting – dob